# Lavans-sur-Valouse
Lavans-sur-Valouse ist eine Ortschaft in der französischen Gemeinde Saint-Hymetière-sur-Valouse und eine ehemalige Gemeinde mit zuletzt 146 Einwohnern (Stand 1. Januar 2016) im Département Jura in der Region Bourgogne-Franche-Comté. Sie gehörte zum Arrondissement Lons-le-Saunier und zum Kanton Moirans-en-Montagne.
Die Gemeinde Lavans-sur-Valouse wurde am 1. Januar 2019 mit Saint-Hymetière, Chemilla und Cézia zur Commune nouvelle Saint-Hymetière-sur-Valouse zusammengeschlossen.

## Geografie
Lavans-sur-Valouse liegt rund 40 Kilometer nordöstlich von Bourg-en-Bresse. Im Westen bildete der Fluss Valouse die Grenze zu Vosbles-Valfin. Die weiteren Nachbargemeinden waren im Uhrzeigersinn Chemilla, Cézia, Arinthod, Vescles, Thoirette-Coisia und Cornod.

## Bevölkerungsentwicklung

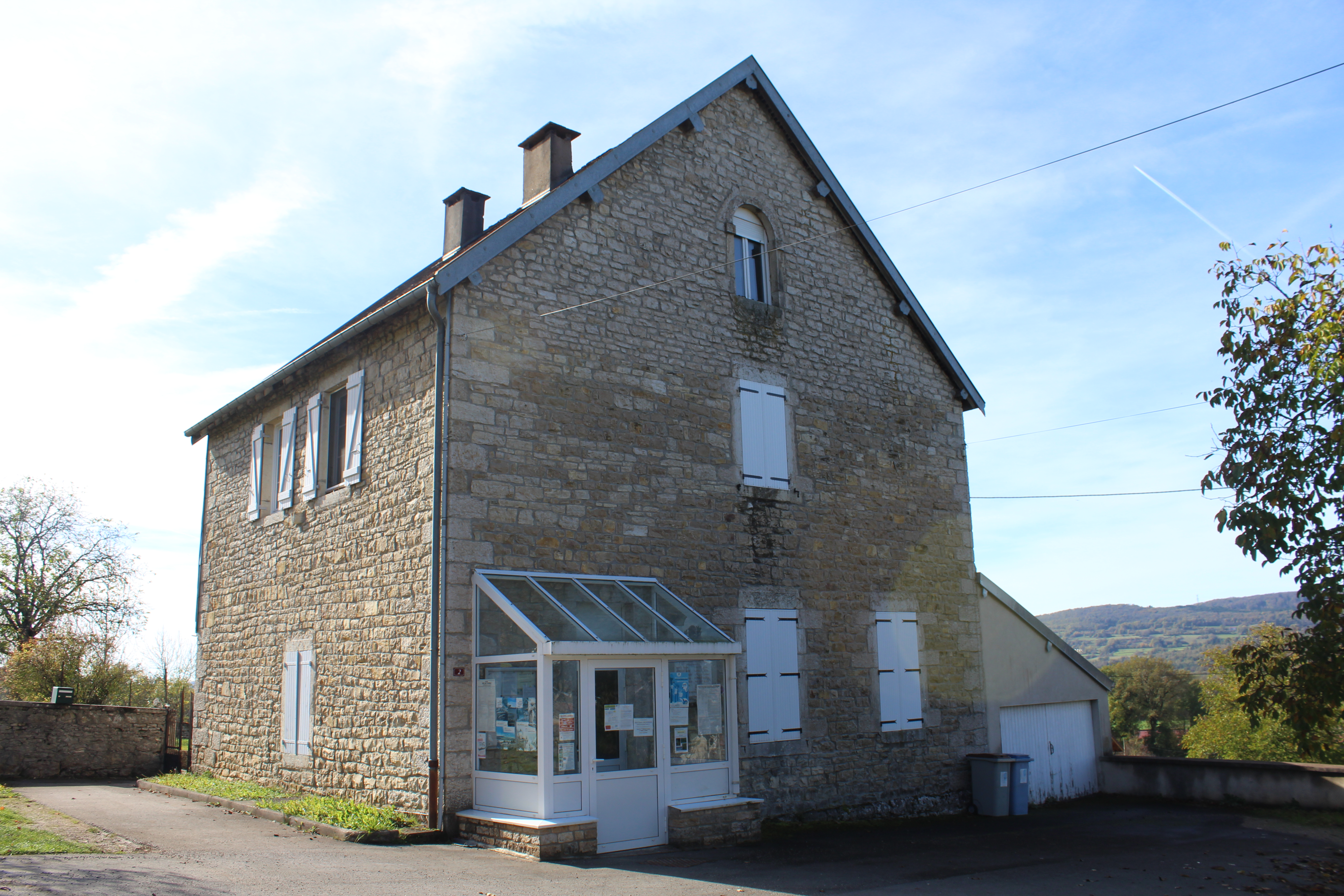
Ehemalige Mairie Lavans-sur-Valouse

| Jahr      | 1962 | 1968 | 1975 | 1982 | 1990 | 1999 | 2008 | 2017 |
| --------- | ---- | ---- | ---- | ---- | ---- | ---- | ---- | ---- |
| Einwohner | 132  | 112  | 85   | 89   | 113  | 148  | 138  | 146  |